# Игнатенко, Илларион Мефодьевич
Илларион Мефодьевич Игнатенко (бел. Іларыён Мяфодзьевіч Ігнаценка; 28 декабря 1919 — 3 февраля 2002) — белорусский советский историк, педагог, общественный деятель. Доктор исторических наук (1965), профессор (1966). Академик АН БССР (1974; член-корреспондент с 1969). Депутат Верховного Совета БССР (1975—1986).

## Биография
Родился в крестьянской семье в деревне Димамерки Лоевского района Гомельской области Белорусской ССР. Окончил среднюю 7-летнюю школу (1935), затем — Климовический сельскохозяйственный техникум (1935—1939), курсы при Прокуратуре СССР в Ленинграде (1948), окончил образование на историческом факультете в Гомельском педагогическом институте (1950). В 1951 году поступил в аспирантуру Белорусского государственного университета. В 1953 году защитил кандидатскую, а в 1964 — докторскую диссертацию.
Участник Великой Отечественной войны. Учился в военно-морском политическом училище.
Трудовую деятельность начал в Амурской области. В 1947 году возвратился в Белоруссию. Работал прокурором в городе Гомель после учёбы на прокурорских курсах. В 1958—1960 годах являлся секретарем Минского горкома КПБ. В 1961—1964 годах — декан подготовительного факультета, а в 1964—1965 годах — юридического факультета Белорусского государственного университета. Являлся также заведующим кафедры истории СССР в БГУ.
В 1969—1975 годах И. М. Игнатенко занимал должность директора Института истории Академии наук БССР. В 1966—1969 годах и 1975—1980 годах — директор Института истории партии при ЦК КПБ. В 1980—1991 годах — заведующий сектором, с 1991 года — главный научный сотрудник, в 1995—1997 годах — советник при дирекции Института истории АН Белоруссии, с 1997 года — главный научный сотрудник данного института.

## Научная и педагогическая деятельность
Занимался исследованием истории Февральской и Октябрьской революций в Белоруссии, изучал исторические сюжеты, связанные с событиями гражданской войны и иностранной интервенции в БССР, а также вопросы белорусского национально-освободительного движения и национально-государственного строительства.
Подготовил более 60 кандидатов и более 20 докторов исторических наук.

## Награды
Награждён орденом Отечественной войны II степени (1985), медалями, Почётной Грамотой Президиума Верховного Совета Белорусской ССР.